# Luis Villa
Luis Villa là một luật sư và lập trình viên người Mỹ, từng là Phó Tổng cố vấn và sau là Giám đốc Cấp cao về Gắn kết Cộng đồng tại quỹ Wikimedia Foundation. Trước đây, anh từng là luật sư tại Mozilla, chuyên tập trung vào công tác sửa đổi Giấy phép Công cộng Mozilla (MPL). Villa vẫn tiếp tục làm công việc chuyên môn như cũ khi chuyển sang làm tại Greenberg Traurig . Trước khi tốt nghiệp Trường Luật Columbia vào năm 2009, anh từng có thời gian làm việc cho hãng Ximian, sau được Novell mua lại vào năm 2003. Anh dành một năm với tư cách là "chuyên gia cao cấp có biên chế" tại Trung tâm Berkman về Internet & Xã hội của Harvard làm việc cho tổ chức StopBadware.org. Villa bốn lần được bầu vào ban quản trị của GNOME Foundation. Anh kiêm thêm chức tổng biên tập của tạp chí Columbia Science and Technology Law Review (Luật Khoa học và Công nghệ Columbia), và viết blog thường xuyên những khi rảnh rỗi. Anh còn là giám đốc của Open Source Initiative trong nhiệm kỳ từ tháng 4 năm 2012 đến tháng 3 năm 2015.
Năm 2017, Villa đồng sáng lập Tidelift, công ty chuyên đóng góp cho việc cải thiện hệ sinh thái xung quanh phần mềm nguồn mở bằng cách cung cấp sự hỗ trợ cho các nhóm chuyên nghiệp sử dụng nguồn mở và giúp đỡ những người duy trì việc xây dựng doanh nghiệp bền vững xoay quanh các dự án của họ.